# Češnjice, Sevnica
Češnjice este o localitate din comuna Sevnica, Slovenia, cu o populație de 16 locuitori.